# Глинище (Барановичский район)
Гли́нище (бел. Глінішча) — деревня в Барановичском районе Брестской области Беларуси. Входит в состав Малаховецкого сельсовета.

## География
Расположена в 5,5 километрах по автодорогам к югу от центра Барановичей, на расстоянии 10,5 км по автодорогам к северо-северо-востоку от центра сельсовета, агрогородка Мирный. К востоку от деревни находится военный аэродром Барановичи.
К северо-западу от деревни протекает река Волохвянка, левый приток реки Мышанка.

## История
По переписи 1897 года — деревня Ястрембельской волости Новогрудского уезда Минской губернии, 19 дворов.
В 1909 году — 24 двора.
После Рижского мирного договора 1921 года — в составе гмины Ястрембель Барановичского повета Новогрудского воеводства Польши, 8 домов.
С 1939 года — в БССР, в 1940–57 годах — в Новомышском районе Барановичской, с 1954 года Брестской области. Затем район переименован в Барановичский. С конца июня 1941 года по июль 1944 года деревня оккупирована немецко-фашистскими войсками. На фронтах войны погибло 3 односельчанина.
В конце 2010-х годов деревня активно застраивалась индивидуальными домами.

## Население
| Численность населения (по переписи) | Численность населения (по переписи) | Численность населения (по переписи) | Численность населения (по переписи) | Численность населения (по переписи) | Численность населения (по переписи) | Численность населения (по переписи) | Численность населения (по переписи) |
| 1897                                | 1909                                | 1921                                | 1939                                | 1959                                | 1999                                | 2009                                | 2019                                |
| ----------------------------------- | ----------------------------------- | ----------------------------------- | ----------------------------------- | ----------------------------------- | ----------------------------------- | ----------------------------------- | ----------------------------------- |
| 148                                 | ↘133                                | ↘47                                 | ↗99                                 | ↘84                                 | ↘24                                 | ↘15                                 | ↗46                                 |